# إيفيلينا ستادنج
إيفيلينا ستادنج (بالسويدية: Evelina Stading)‏ (1 يناير 1797 - 4 أبريل 1829) ، رسامة سويدية للمناظر الطبيعية.

## السيرة الشخصية
ولدت ايفيلينا ستادنج في ستوكهولم بالسويد. كانت إما ابنة أو ابنة أخت مغنية الأوبرا فرانزيسكا ستادنج ‏ ( 1763-1836 ). درست الفن في ستوكهولم تحت إشراف رسام المناظر الطبيعية كارل يوهان فهلكرانتز ‏. واصلت دراستها في كل من ألمانيا وإيطاليا، وهو أمر كان ليصبح أكثر شيوعًا في منتصف القرن التاسع عشر، لكنها كان لا يزال أمرا غير معتاد بالنسبة للإناث السويديات في عشرينيات القرن التاسع عشر. الأمر الذي حظى بإعجاب معاصريها كرائدة في العمل. من 1824 إلى 1827، درست الفن في درسدن ، وفي عام 1827، غادرت إلى روما عبر براغ وفلورنسا. سافرت بصحبة خالتها. توفيت بسبب «التهاب الثدي» في روما.
يتم الحفاظ على أعمالها في كل من المتحف الوطني للفنون والعمارة والتصميم ومتحف أوسترجوتلاندز .